# Ouragan (L9021)
El Ouragan (L9021) fue un landing platform dock de la Marine Nationale; líder de la clase a la que da nombre. Estuvo en servicio de 1965 a 2007.

## Construcción
Fue construido por DCN en Brest (Francia). Fue colocada la quilla en 1962. Fue botado el casco en 1963. Fue asignado en 1965. Fue gemelo del Orage (L9022).

## Historia de servicio
Asignado en 1965. A mediados de los años dos mil fue ofrecido a Argentina junto al Orage, pero este país nunca los compró. El Ouragan fue dado de baja en 2007.
Ambos buques, Ouragan y Orage, fueron reemplazados por los Mistral y Tonnerre.